# روبرت بي أشلي جونيور
روبرت بي أشلي جونيور (بالإنجليزية: Robert P. Ashley Jr.)‏ هو عسكري أمريكي، ولد في 1960.